# Nadarzyn (Poméranie-Occidentale)
Pour les articles homonymes, voir Nadarzyn.
Nadarzyn est une localité polonaise de la gmina mixte de Pełczyce, située dans le powiat de Choszczno en voïvodie de Poméranie-Occidentale. Elle se trouve à environ 16 km au sud-ouest de Choszczno et 64 km au sud-est de Szczecin, la capitale régionale. 

## Géographie

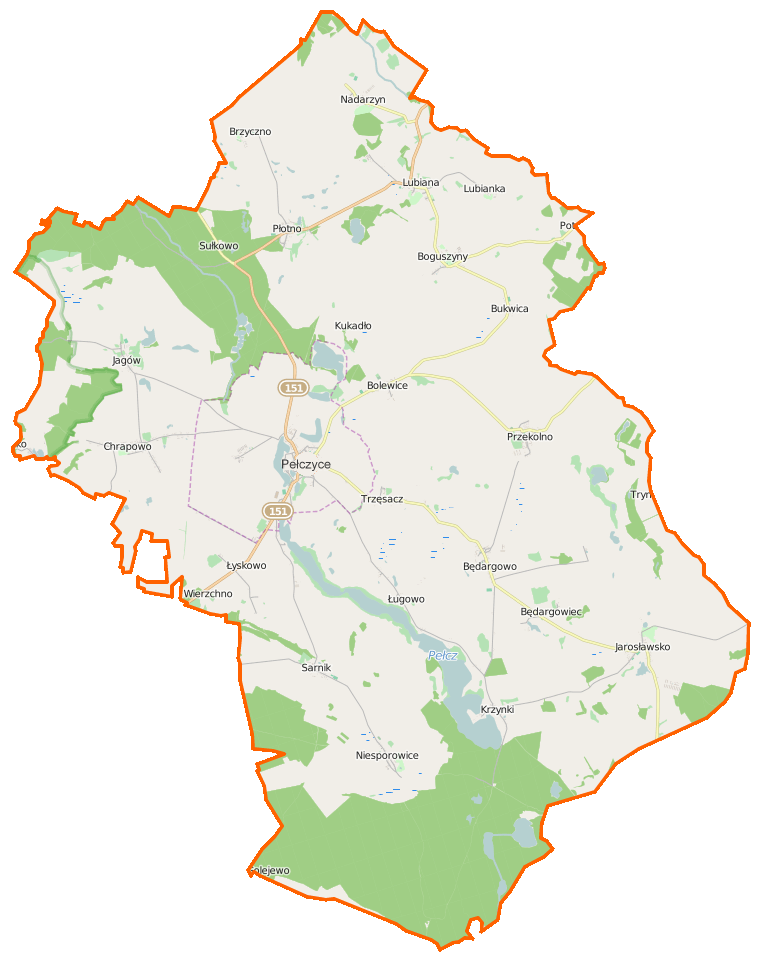
Carte de la gmina de Pełczyce.

## Histoire
De 1815 à 1945, Billerbeck fait partie de l'arrondissement de Pyritz dans le district de Stettin au sein de la province de Poméranie